# Пејково
Пејково или Пејово (грч. Άγιος Μάρκος, Агиос Маркос) је насељено место у општини Кукуш у периферији Средишња Македонија, Грчка. Према попису из 2021. године било је 33 становника.
Према бугарском географу и историчару, Василу Канчову, у Пејкову је 1900. године живело 815 Турака. Иако насељено турским становништвом назив села је словенског порекла. Године 1924. турско становништво је принудно исељено у Турску а на њихово место су насељене грчке избегличке породице. На попису из 1928. године Пејково је имало 219 становника.